# 20e étape du Tour d'Espagne 1998

La 20e étape du Tour d'Espagne 1998 a eu lieu le 25 septembre 1998 entre Ségovie et l'Alto de Navacerrada. Elle a été remportée par Andrei Zintchenko.

## Récit
À deux jours de l'arrivée finale, José María Jiménez fait sensation en prenant le maillot amarillo à son leader Abraham Olano. Il s'est pour cela contenté de suivre un groupe de coureurs échappés (parmi lesquels figuraient Alex Zülle et Fernando Escartín) qui a pris 57" sur le groupe Olano.

La victoire d'étape est revenue au surprenant Russe Andrei Zintchenko. Coureur quasi inconnu au début de l'épreuve, il remporte ce jour-là sa troisième victoire d'étape sur cette Vuelta.

Laurent Jalabert subit une légère défaillance et rétrograde à la 5e place du général.

## Classement de l'étape
| \| 1. \| Andrei Zintchenko \| \| Vitalicio \| en \| \| \| 2. \| Roberto Heras \| \| Kelme \| + \| m.t. \| \| 3. \| José María Jiménez \| \| Banesto \| \| m.t. \| |                    |  |           |    |      |
| 1. | Andrei Zintchenko  |  | Vitalicio | en |      |
| 2. | Roberto Heras      |  | Kelme     | +  | m.t. |
| 3. | José María Jiménez |  | Banesto   |    | m.t. |

## Classement général
| \| 1. \| José María Jiménez \| \| Banesto \| en \| \| \| 2. \| Fernando Escartín \| \| Kelme \| + \| 6 s \| \| 3. \| Abraham Olano \| \| Banesto \| \| 38 s \| |                    |  |         |    |      |
| 1. | José María Jiménez |  | Banesto | en |      |
| 2. | Fernando Escartín  |  | Kelme   | +  | 6 s  |
| 3. | Abraham Olano      |  | Banesto |    | 38 s |